# Propper
propper是美国著名的军队服装制造商。从1967年向美国军队提供作战服，是美国军队、执法部门等机构制服的主要供应商之一。它也会制作军装仿制版本和其他衣服在市场销售，价格较贵，但很结实、耐用，适用工作、户外活动和戰爭遊戲。propper在商業市场上销售的衣服，分为模仿军用品和非军用品兩大類，但主要产品為美国陆军作战服。